# エイモス・ケンドール

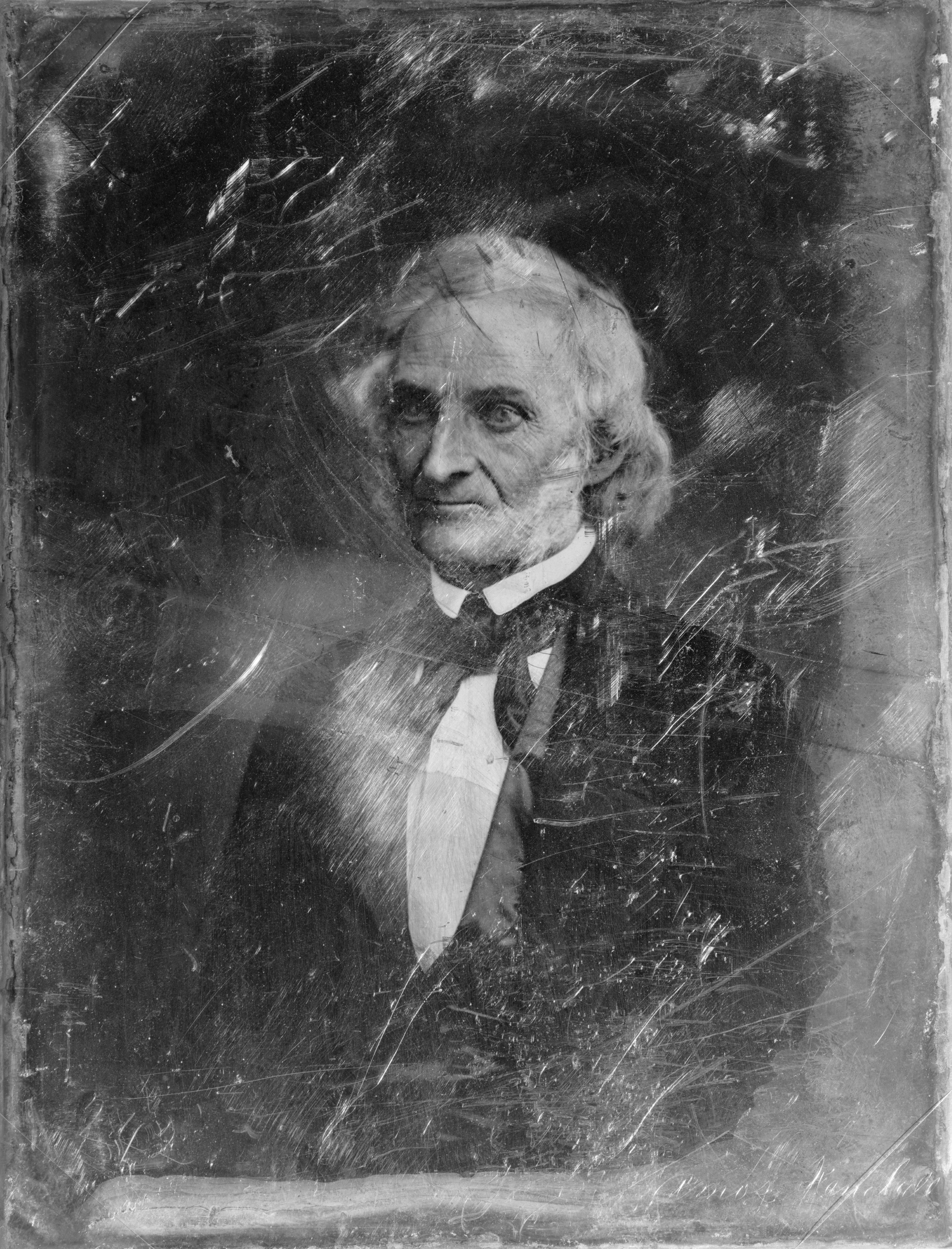
エイモス・ケンドール

エイモス・ケンドール（Amos Kendall, 1789年8月16日 - 1869年11月12日）は、アメリカ合衆国のジャーナリスト、教育者、慈善家。コロンビア盲聾唖教育施設（現：ケンドール初等聾学校）の創立者。

## 生涯
マサチューセッツ州生まれ。グロトン・アカデミーとダートマス大学に学び、1814年にケンタッキーに移る。家庭教師や新聞社勤務の後、新聞社の編集長になった。熱心に支持していた大統領候補のアンドリュー・ジャクソンが大統領に当選すると、郵政長官に任命された。また、ワシントンD.C.の地域新聞の編集長になり、モールス信号を発明したサミュエル・モールスの法律相談役を務めた。
聾学校を作ったのは、ある人の依頼で5人のろう児の保護者になったためで、最初から計画したものではなかった。1842年に購入した100エーカーの所有地のうち2エーカーを寄贈し施設を作った。
その後、コロンビア盲聾唖教育施設の校長エドワード・マイナー・ギャローデットとともに、連邦議会に対して、大学部として学位を授与する権限を同教育施設に与えるように説得し、これが1864年の国立聾唖大学（現・ギャローデット大学）の設置につながった。
1869年6月、国立聾唖大学で第一回卒業式が行われたとき出席し、大学の発展を見届けたあと、その年の11月に死去した。
| 公職                              | 公職                                                | 公職                            |
| --------------------------------- | --------------------------------------------------- | ------------------------------- |
| 先代 ウィリアム・テイラー・バリー | アメリカ合衆国郵政長官 1835年5月1日 - 1840年4月19日 | 次代 ジョン・ミルトン・ナイルズ |